# Đa giác
Trong hình học phẳng, đa giác là một đường gấp khúc phẳng khép kín, nghĩa là gồm những đoạn thẳng nối tiếp nhau (mỗi điểm nối là đầu mút của vừa đúng hai đoạn thẳng) cùng nằm trên một mặt phẳng và khép kín (điểm nối đầu trùng với điểm nối cuối). Phần mặt phẳng giới hạn bởi đường đa giác được gọi là hình đa giác.
Những đoạn thẳng trên đường gấp khúc này được gọi là các cạnh của đa giác, còn điểm nối tiếp giữa hai cạnh được gọi là đỉnh của đa giác. Hai cạnh có chung đỉnh cũng được gọi là hai cạnh kề nhau. Đoạn thẳng nối hai đỉnh không liền kề nhau được gọi là đường chéo của đa giác. Nếu đa giác là đa giác đơn thì các cạnh và các đỉnh tạo thành ranh giới của miền đa giác, đôi khi thuật ngữ đa giác nói đến phần trong của đa giác (diện tích mở ở giữa hình này) hay cả miền trong và ranh giới.
Đôi khi người ta cũng xét tới các đường gấp khúc, khép kín, không cùng nằm trong một mặt phẳng, người ta gọi chúng là các đa giác ghềnh. Tuy nhiên, thuật ngữ đa giác thường dùng cho các đa giác phẳng. Bài này chỉ nói về các đa giác phẳng.

## Phân loại đa giác

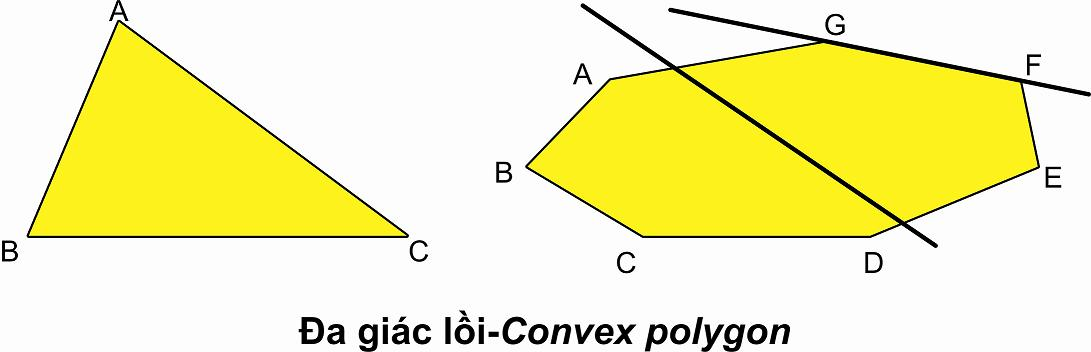
Đa giác lồi

- Đa giác lồi: toàn bộ đa giác nằm về một phía của đường thẳng chứa cạnh bất kỳ nào của đa giác. 
  - Khi đó, đoạn thẳng nối hai điểm bất kỳ nào của đa giác đều nằm hoàn toàn trong đa giác. Xem thêm liên thông
  - Mọi đường thẳng không chứa cạnh đa giác đều chỉ có thể cắt đường đa giác tại nhiều nhất hai điểm.
  - Mọi góc trong đa giác lồi đều không vượt quá 180°
  - Tổng các góc trong một đa giác lồi n cạnh bằng (n-2)180°
  - Đa giác lồi là đa giác đơn.
  - Đa giác lồi sao là đa giác có tồn tại điểm {\displaystyle x_{0}} sao cho đoạn thẳng nối {\displaystyle x_{0}} đến điểm bất kỳ y nằm trong đa giác cũng đều được chứa trong đa giác đó

Xem thêm tập lồi

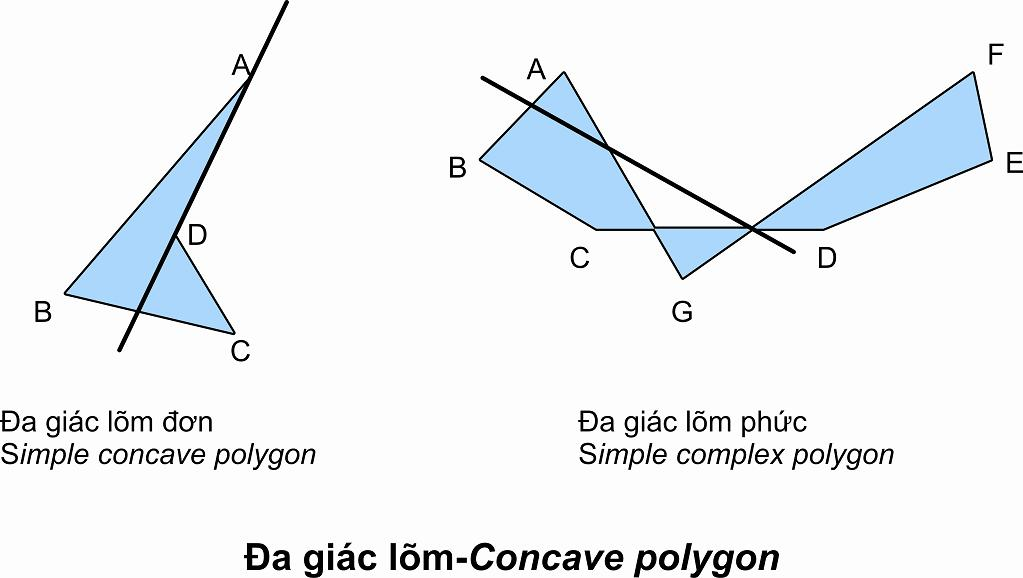
Đa giác lõm

- Đa giác lõm (Concave polygon): đa giác nằm về hai phía của ít nhất một đường thẳng chứa cạnh nào đó. 
  - Khi đó, có thể có những đoạn thẳng nối hai điểm của đa giác không hoàn toàn nằm trong đa giác, và đường thẳng chứa đoạn thẳng đó cắt đường đa giác tại nhiều hơn hai điểm
  - Đa giác lõm nhất định phải có số cạnh lớn hơn hoặc bằng bốn. Tam giác nhất định là đa giác lồi.
  - Đa giác lõm có thể là đa giác đơn hoặc phức.

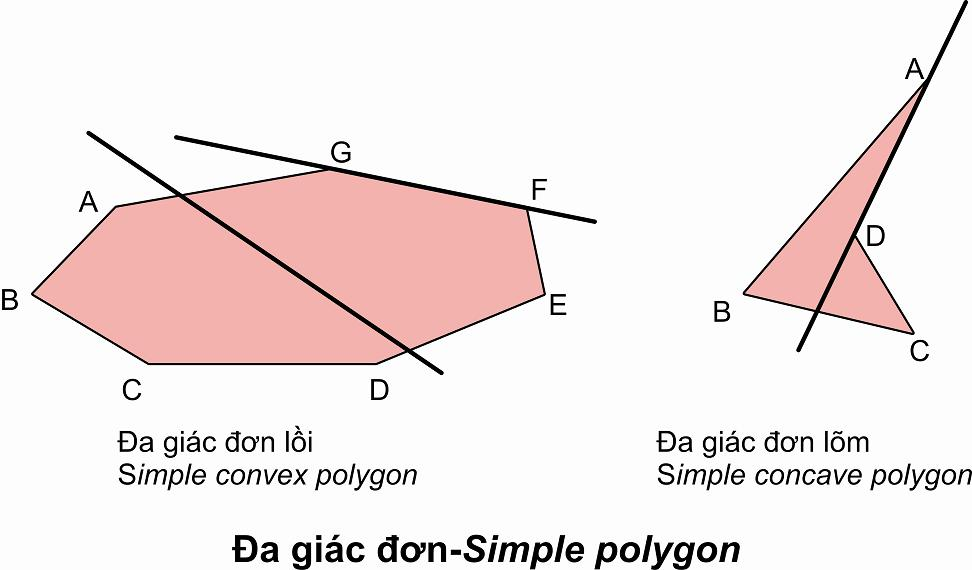
Đa giác đơn

- Đa giác đơn (Simple polygon): đa giác mà các cạnh chỉ có thể cắt nhau tại các đầu mút (đỉnh đa giác), không có hai cạnh không kề nhau cắt nhau. 
  - Đa giác đơn có thể là đa giác lồi hoặc đa giác lõm.

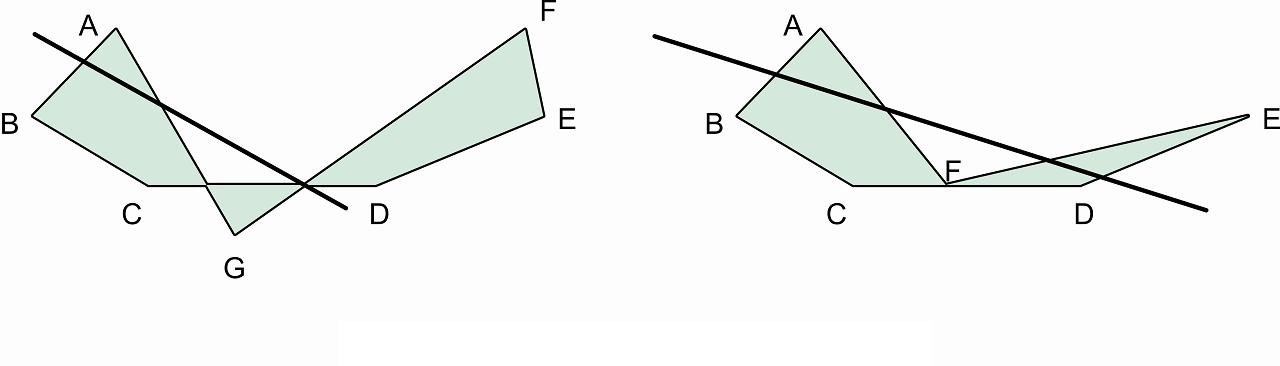
Đa giác phức

- Đa giác không đơn (đa giác phức-Complex polygon): đa giác có hai cạnh không kề nhau cắt nhau, điểm cắt nhau đó không phải là đỉnh của đa giác. 
  - Đa giác phức là đa giác lõm.
- Đa giác được gọi là đa giác đều nếu tất cả các cạnh của chúng bằng nhau và tất cả các góc của chúng bằng nhau. 
  - Đặc biệt tứ giác đều chính là hình vuông.
  - Khác với đa diện đều, đa giác đều có thể có số cạnh (góc) lớn vô cùng. Khi đó, hình dáng đa giác đều tiến dần tới hình tròn

## Miền đa giác
Trong hình học phẳng của một đa giác đơn giản, miền đa giác là tập hợp các điểm trên mặt phẳng "nằm trong" đa giác đơn giản đó.

## Cách gọi tên đa giác
Đa giác thường được gọi theo số cạnh của nó, người Việt quen dùng các từ chỉ số lượng trong hình học bằng phiên âm Hán-Việt. Ví dụ: 
| Tên đa giác | tam giác | tứ giác | ngũ giác | lục giác | thất giác | bát giác | thập giác |
| Số cạnh     | 3        | 4       | 5        | 6        | 7         | 8        | 10        |

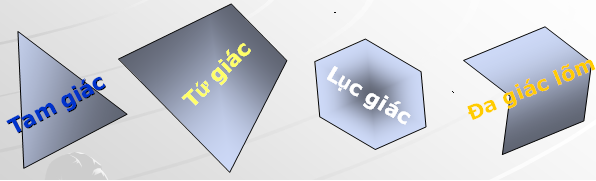
Các loại đa giác khác nhau

Thực ra cách gọi như vậy cũng chỉ có nghĩa là hình ba góc, bốn góc,...Tuy nhiên gần đây có xu hướng Việt hoá các từ này. Trừ các từ tam giác và tứ giác đã quá quen thuộc, người ta đã bắt đầu gọi hình năm cạnh thay cho ngũ giác, hình sáu cạnh thay cho lục giác, hình mười cạnh thay cho thập giác,..., tuy chưa thông dụng lắm. Đặc biệt các đa giác với số cạnh lớn đã thường xuyên được dùng với từ Việt hoá như: hình mười cạnh, hình hai mươi cạnh,... Nếu cẩn trọng hơn thì dùng từ đa giác mười cạnh, đa giác hai mươi cạnh. Sở dĩ như vậy vì các từ Hán -Việt chỉ số đếm như thập nhất, thập nhị đã dần dần xa lạ với đa số người Việt.